# Cassia
Cassia  eller Kassiakanel  (latin: Cinnamomum cassia) er navnet på et pulver, der laves af bark fra et træ i kanelslægten. Barken bruges hovedsageligt som krydderi, og smagen er meget lig ægte kanel, der stammer fra den nære slægtning, træet Cinnamomum verum. 
I mange lande sælges det da også under navnet kanel, da det er billigere at producere end ægte kanel. Smagen er noget grovere og ikke helt så delikat som den ægte vare. 
På dansk kaldes det også "kassiakanel", kinesisk kanel eller blot kassia.
Kassiakanel indeholder et giftigt stof kumarin, der i større mængder kan give leverskader hos rotter og folk med genetisk nedsat leverfunktion. Derfor har flere fødevaremyndigheder advaret mod overforbrug.
Forskning har vist, at en halv teskefuld kanel (cassia) om dagen sænker blodsukkerniveauet markant, og det kan derfor være godt for diabetikere og andre med blodsukkerproblemer. 

## Fodnoter
1. ↑  "Kumarin i kanel". Arkiveret fra originalen 27. november 2013. Hentet 26. november 2013.
2. ↑  Khan, et al. (2003). "Cinnamon Improves Glucose and Lipids of People With Type 2 Diabetes". Diabetes Care 26, 3215–3218.